# Schloss Heidelberg (Schiff, 1928)
Schloss Heidelberg ist oder war der Name eines deutschen Fahrgastschiffes.

## Geschichte
Das Schiff wurde 1928 auf der Schiffswerft Clausen in Oberwinter gebaut und 1983/84 auf der Schiffswerft Schmidt in Oberwinter verlängert und verbreitert. Laut Dieter Schubert hieß es bis 1971 Brunhilde und fuhr für die Bonner Personenschiffahrt. Auf dem Neckar ist das Schiff allerdings laut einer anderen Quelle erst seit 1984 beheimatet, und Günter Benja führt in seinem Schiffsverzeichnis aus dem Jahr 1975 weder eine Schloss Heidelberg noch eine passende Brunhilde auf. Es scheint also noch eine Phase in der Geschichte dieses Schiffes gegeben zu haben, die Schubert übergangen hat. Eine niederländische Quelle gibt an, das Schiff habe 1983 Helmut Oestreicher in Neckarsteinach gehört.
Schubert gibt im Jahr 2000 noch an, das 34,2 Meter lange und 8,2 Meter breite Schiff habe eine Zulassung zur Beförderung von 600 Fahrgästen; die Motorleistung gibt er mit 700 PS an. Zu Schuberts Zeit fuhr die Schloss Heidelberg für die Rhein-Neckar-Fahrgastschiffahrt GmbH (RNF). Spätere Quellen sprechen von einer Zugehörigkeit zur Weißen Flotte Heidelberg und einer Fahrgastzahl von höchstens 500 Personen. In einem Verkaufsexposé aus der Zeit um 2014 findet sich eine nähere Beschreibung der Schloss Heidelberg: Das Schiff verfügt laut dieser Quelle über drei Decks mit etwa 230 Sitzplätzen im Innenbereich und rund 180 Sitzplätzen auf den beiden Freidecks. Für den Antrieb sorgen drei Hauptmaschinen, als Mittelanlage ein MAN D2866LF403, auf der Steuerbord- und der Backbordseite jeweils ein Mercedes-Motor (OM 346 auf der Backbordseite, OM 355 auf der Steuerbordseite). Beide Generatoren stammen von Iveco. Eine Abnahme durch die Schiffsuntersuchungskommission wird in diesem Exposé für 2014 angekündigt, sodass es fraglich ist, ob die dort genannten Daten noch alle aktuell sind.
Im Binnenschifferforum finden sich einige Angaben aus dem zweiten Nachtrag zum Rheinschiffsregister 1956 aus dem Jahr 1960. Die Brunhilde gehörte damals Karl Richarz aus Oberkassel, dessen Vater Jean Richarz, ein Gründungsmitglied der Bonner Motorschiffahrt, das Schiff vermutlich hatte bauen lassen. Es war vor dem Umbau 31,8 Meter lang und 6,29 Meter breit, hatte einen Tiefgang von 0,9 Metern und war mit zwei Deutz-Motoren mit je 300 PS ausgestattet. Im Binnenschifferforum finden sich Fotografien, die das Schiff noch 2018 im Einsatz auf dem Neckar zeigen; unter den Schiffen der Weißen Flotte Heidelberg wird es aber (Stand: Mai 2022) nicht mehr geführt.